# Liman
Liman (russisk: лиман; rumænsk: liman) er en forstørret flodmunding dannet som en lagune ved den brede udmunding af en eller flere floder, hvor udstrømningen er begrænset af en sandbanke af sedimenter, som i Dnjestr Liman eller Razelm liman. En liman kan være maritim (banken skabes af strømmen i et hav) eller fluvial (banken skabes af den langsomme eller drejede strøm af en sedimentmættet flod). Udtrykket beskriver mange våde flodmundinger i Sortehavet og  det  Azovske Hav; et synonymt udtryk guba (губа) bruges i russiske kilder for flodmundinger af de russiske kyster i nord.
Vand i en liman er brak med en variabel saltholdighed: i perioder med lavt ferskvandsindtag vil bredmundede, dybe eksempler være meget saltholdigt fra indstrømning af havvand og fordampning.
Sådanne træk findes på steder med lavt tidevandsudbredelse, for eksempel langs den vestlige og nordlige kyst af Sortehavet, i Østersøen (Vistula-lagunen, den kuriske lagune) samt langs den laveste del af Donau. Eksempler på limaner omfatter Varnasøen i Bulgarien, Razelm-søen i Rumænien, Dniester Liman i Ukraine og Anadyrskiy Liman og Amur Liman i Sibirien .

## Etymologi
Engelsk låner ordet fra russisk лима́н (russisk udtale: [lʲɪˈman]), taget fra den tyrkiske liman spredt af tyrkere, da de besatte den vestlige og nordlige kyst af Sortehavet. Liman stammer fra det middelalderlige græske λιμένας (betyder bugt eller havn). Udtrykket stor naturhavn er ofte synonymt.